# Aïssat Idir (métro d'Alger)
Aïssat Idir est une station multimodale de la ligne 1 du métro d'Alger. Elle est située en dessous de la station de bus du même nom, à l'extrémité sud du boulevard Aïssat Idir, au cœur du quartier Belouizdad, de la commune de Sidi M'Hamed.

## Nom
Cette station est nommée d'après Aïssat Idir (1915-1959), résistant et martyr algérien, tué par la France lors de la guerre d'indépendance.

## Situation sur le réseau
Elle est située entre 1er Mai, en direction de Tafourah - Grande Poste, et Hamma, en direction de Haï El Badr.

## Services des voyageurs

### Accès
- Sortie n° 1 : rue Bachir Attar
- Sortie n° 2 : rue Boualem Rouchai
- Sortie n° 3 : rue des frères Nazarin
- Sortie n° 4 : central téléphonique

### Intermodalité
Elle est en correspondance avec les lignes 1, 19, 66, 94 et 193 du réseau de bus de l'ETUSA.

## À proximité
- La place du 1er mai (anciennement Champ de Manœuvres)
- La Maison du Peuple
- Le quartier Belouizdad (anciennement Belcourt)
- La rue Hassiba Ben Bouali
- La Maison de la Presse
- Le siège de l’Union générale des travailleurs algériens
- Le central téléphonique d'Algérie Télécom

## Galerie photos

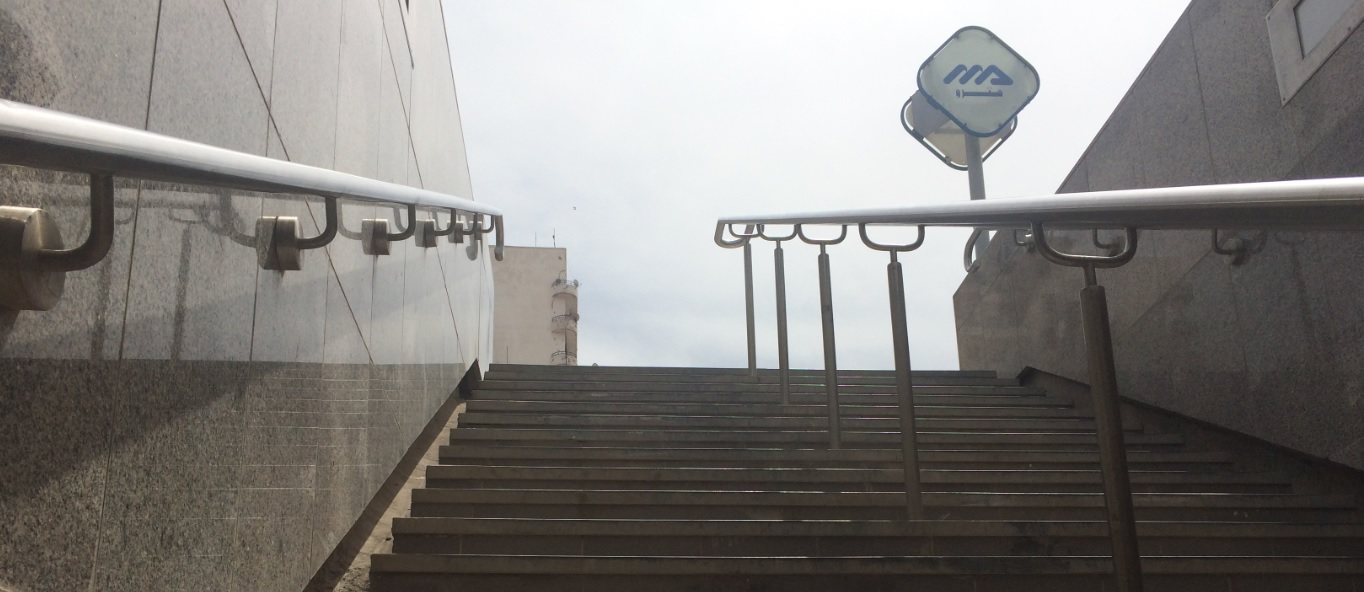
Accès à la station Aissat Idir
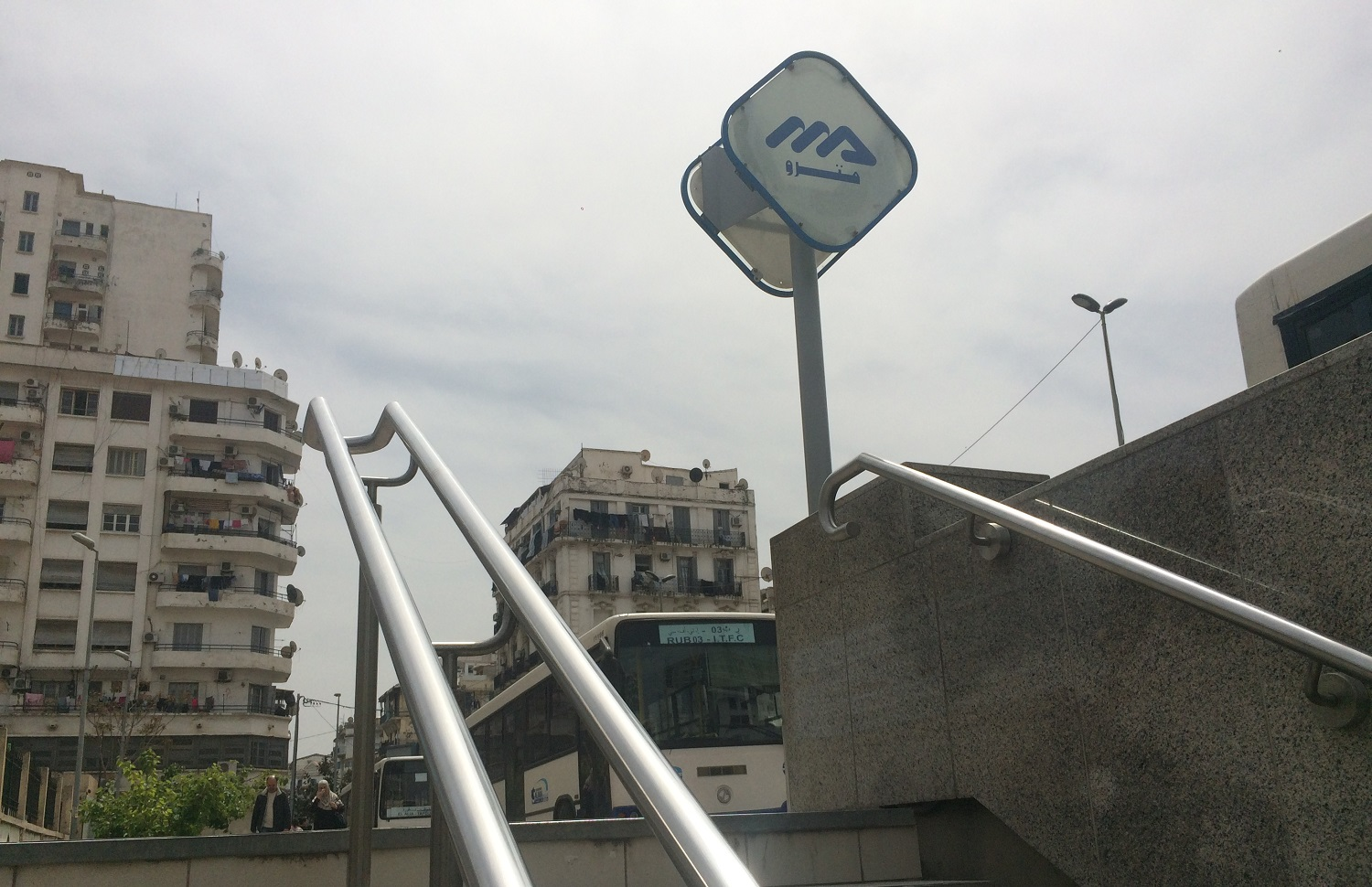
Accès à la station Aissat Idir
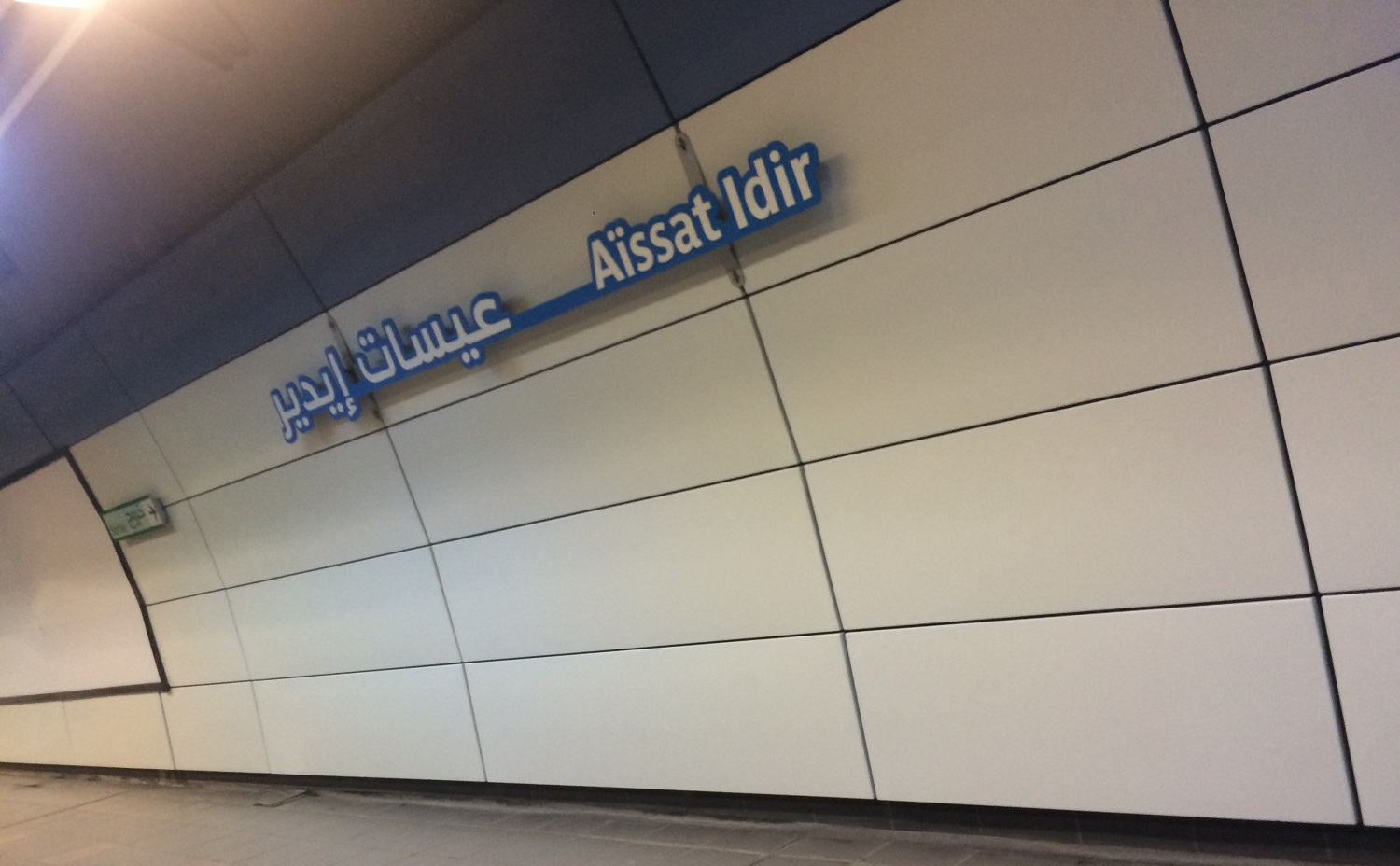
Quai de la station Aissat Idir